# Mecànica lagrangiana relativista
En física teòrica, la mecànica lagrangiana relativista és la mecànica lagrangiana aplicada en el context de la relativitat especial i la relativitat general.

## Introducció
El lagrangià relativista es pot derivar en mecànica relativista de la forma:
{\displaystyle L=-{\frac {m_{0}c^{2}}{\gamma ({\dot {\mathbf {r} }})}}-V(\mathbf {r} ,{\dot {\mathbf {r} }},t)\,.}
Encara que, a diferència de la mecànica no relativista, el Lagrangià relativista no s'expressa com a diferència d'energia cinètica amb energia potencial, l'Hamiltonià relativista correspon a l'energia total d'una manera similar però sense incloure l'energia en repòs. La forma del Lagrangià també fa que l'acció relativista sigui funcional proporcional al temps propi del camí en l'espai-temps.
En forma covariant, el Lagrangià es pren com:
{\displaystyle \Lambda =g_{\alpha \beta }{\frac {dx^{\alpha }}{d\sigma }}{\frac {dx^{\beta }}{d\sigma }},}
on σ és un paràmetre afí que parametritza la corba espai-temps.

## Formulació lagrangiana en relativitat especial
La mecànica lagrangiana es pot formular en relativitat especial de la següent manera. Considereu una partícula ( N les partícules es consideren més endavant).

### Formulació de coordenades
Si un sistema es descriu per una L lagrangià, les equacions d'Euler-Lagrange
{\displaystyle {\frac {d}{dt}}{\frac {\partial L}{\partial {\dot {\mathbf {r} }}}}={\frac {\partial L}{\partial \mathbf {r} }}}
conserven la seva forma en la relativitat especial, sempre que el Lagrangià generi equacions de moviment coherents amb la relativitat especial. Aquí r = (x, y, z) és el vector de posició de la partícula tal com es mesura en algun marc de laboratori on s'utilitzen coordenades cartesianes per simplicitat, i
{\displaystyle \mathbf {v} ={\dot {\mathbf {r} }}={\frac {d\mathbf {r} }{dt}}=\left({\frac {dx}{dt}},{\frac {dy}{dt}},{\frac {dz}{dt}}\right)}
és la velocitat de coordenades, la derivada de la posició r respecte al temps de coordenades t. (Al llarg d'aquest article, els sobrepunts es refereixen al temps de coordenades, no al temps adequat). És possible transformar les coordenades de posició en coordenades generalitzades exactament com en la mecànica no relativista, r = r(q, t). Prenent la diferencial total de r s'obté la transformació de la velocitat v a les coordenades generalitzades, velocitats generalitzades i temps de coordenades
{\displaystyle \mathbf {v} =\sum _{j=1}^{n}{\frac {\partial \mathbf {r} }{\partial q_{j}}}{\dot {q}}_{j}+{\frac {\partial \mathbf {r} }{\partial t}}\,,\quad {\dot {q}}_{j}={\frac {dq_{j}}{dt}}}
segueix igual. Tanmateix, l'energia d'una partícula en moviment és diferent de la mecànica no relativista. És instructiu mirar l'energia relativista total d'una partícula de prova lliure. Un observador en el marc de laboratori defineix els esdeveniments mitjançant les coordenades r i el temps de coordenades t, i mesura que la partícula tingui la velocitat de coordenades v = dr/dt. Per contra, un observador que es mou amb la partícula registrarà un temps diferent, aquest és el temps adequat, τ. Expandint-se en una sèrie de potències, el primer terme és l'energia en repòs de la partícula, més la seva energia cinètica no relativista, seguida de correccions relativistes d'ordre superior;
{\displaystyle E=m_{0}c^{2}{\frac {dt}{d\tau }}={\frac {m_{0}c^{2}}{\sqrt {1-{\frac {{\dot {\mathbf {r} }}^{2}(t)}{c^{2}}}}}}=m_{0}c^{2}+{1 \over 2}m_{0}{\dot {\mathbf {r} }}^{2}(t)+{3 \over 8}m_{0}{\frac {{\dot {\mathbf {r} }}^{4}(t)}{c^{2}}}+\cdots \,,}
on c és la velocitat de la llum en el buit. Els diferencials en t i τ estan relacionats pel factor de Lorentz γ,
{\displaystyle dt=\gamma ({\dot {\mathbf {r} }})d\tau \,,\quad \gamma ({\dot {\mathbf {r} }})={\frac {1}{\sqrt {1-{\frac {{\dot {\mathbf {r} }}^{2}}{c^{2}}}}}}\,,\quad {\dot {\mathbf {r} }}={\frac {d\mathbf {r} }{dt}}\,,\quad {\dot {\mathbf {r} }}^{2}(t)={\dot {\mathbf {r} }}(t)\cdot {\dot {\mathbf {r} }}(t)\,.}
on · és el producte escalat. L'energia cinètica relativista d'una partícula no carregada de massa en repòs m 0 és
{\displaystyle T=(\gamma ({\dot {\mathbf {r} }})-1)m_{0}c^{2}}
i podem endevinar ingènuament que el Lagrangià relativista d'una partícula és aquesta energia cinètica relativista menys l'energia potencial. Tanmateix, fins i tot per a una partícula lliure per a la qual V = 0, això és incorrecte. Seguint l'enfocament no relativista, esperem que la derivada d'aquest Lagrangià aparentment correcte respecte a la velocitat sigui el moment relativista, cosa que no ho és.
Es pot mantenir la definició d'un moment generalitzat, i la connexió avantatjosa entre les coordenades cícliques i les quantitats conservades continuarà aplicant-se. Els moments es poden utilitzar per fer "enginyeria inversa" del Lagrangià. Per al cas de la partícula massiva lliure, en coordenades cartesianes, la component x del moment relativista és
{\displaystyle p_{x}={\frac {\partial L}{\partial {\dot {x}}}}=\gamma ({\dot {\mathbf {r} }})m_{0}{\dot {x}}\,,\quad }
i de la mateixa manera per a les components y i z. La integració d'aquesta equació respecte a dx / dt dóna
{\displaystyle L=-{\frac {m_{0}c^{2}}{\gamma ({\dot {\mathbf {r} }})}}+X({\dot {y}},{\dot {z}})\,,}
on X és una funció arbitrària de dy / dt i dz / dt de la integració. Integrant p y i p z s'obté de manera similar
{\displaystyle L=-{\frac {m_{0}c^{2}}{\gamma ({\dot {\mathbf {r} }})}}+Y({\dot {x}},{\dot {z}})\,,\quad L=-{\frac {m_{0}c^{2}}{\gamma ({\dot {\mathbf {r} }})}}+Z({\dot {x}},{\dot {y}})\,,}
on Y i Z són funcions arbitràries de les seves variables indicades. Com que les funcions X, Y, Z són arbitràries, sense pèrdua de generalitat podem concloure la solució comuna a aquestes integrals, un possible Lagrangià que generarà correctament totes les components del moment relativista, és
{\displaystyle L=-{\frac {m_{0}c^{2}}{\gamma ({\dot {\mathbf {r} }})}}\,,}
on X = Y = Z = 0.